# 天宝路
天宝路中華人民共和國上海市虹口區一條南北走向道路，南起物華路，北至四平路，全长1747米，道路始建於中華民国17年（1928年），名字寓意“物华天宝”。